# Mohamed-Amine Bouchenna
Mohamed-Amine Bouchenna (* 15. Juni 2006 in Beaumont-sur-Oise) ist ein französisch-marokkanischer Fußballspieler, der bei Clermont Foot in der Ligue 1 spielt.

## Karriere

### Verein
Bouchenna begann seine fußballerische Ausbildung im August 2011 bei der US Méru Sandricourt. Nach drei Jahren wechselte er zum anderen Verein der Stadt nördlich von Paris, zum FC Amblainville Sandricourt. Im Sommer 2016 wechselte er zum FC Chambly, den er im November desselben Jahres jedoch wieder für den FC Istres Rassuen verließ. Anschließend wechselte er im Juli 2017 zum größeren Verein der Stadt, dem FC Istres, wo er vier Jahre spielte, ehe er in die Jugendakademie von Clermont Foot wechselte. In der Saison 2021/22 spielte er bereits seine ersten Partien für die U19-Mannschaft in der Liga und in der Coupe Gambardella. Nach sieben Tore in seinen ersten sechs A-Junioren-Partien 2022/23 unterzeichnete er im November 2022 seinen ersten Profivertrag bei den Mittelfranzosen. In der restlichen Spielzeit kam er unter anderem ins Finale der Coupe Gambardella, spielte aber auch schon die ersten Male für die zweite Mannschaft in der National 3. Am 4. Mai 2024 (32. Spieltag) debütierte er im Alter von 17 Jahren bei einer 1:4-Niederlage gegen die AS Monaco nach Einwechslung für die Profimannschaft in der Ligue 1.

### Nationalmannschaft
Bouchenna spielte bereits für einige Juniorennationalmannschaften der Franzosen. Mit dem U17-Team nahm er an der EM 2023 teil, spielte dort alle sechs Spiele des Turniers und verlor am Ende mit der Mannschaft im Elfmeterschießen das Finale gegen Deutschland. Monate später kam er bei der Weltmeisterschaft zu zwei Einsätzen, kam mit seinem Team auch hier ins Finale und verlor erneut im Elfmeterschießen gegen die deutsche Auswahl.
Mit der U18-Nationalmannschaft gewann er jedoch das Turnier von Limoges im September 2023.

## Erfolge
Jugend
National
- Finalist der Coupe Gambardella: 2023

International
- U17-Vizeweltmeister: 2023
- U17-Vizeeuropameister: 2023
- Turniersieger von Limoges: 2023